# Höpner Lacke
Die Höpner Lacke GmbH mit Sitz in Niesky gilt als eine der ältesten noch produzierenden Lackfabriken in Deutschland.

## Geschichte

### Entwicklung der Brüdergemeinsiedlungen
Die Höpner Lacke GmbH gilt als eine der ältesten Lackfabriken Deutschlands. Sie war im Laufe ihrer Geschichte großen Umbrüchen unterworfen. Die heutige Firma Höpner Lacke GmbH ist keine direkte Gründung der Herrnhuter Brüdergemeine, sondern lediglich ihr Ursprung geht auf deren Wirken zurück. Die Brüdergemeine hat von Anfang an private Kaufleuten bei der Gründung von Gewerbestellen unterstützt. Dadurch bekamen die alten Brüdergemeinsiedlungen den Charakter von Handwerkersiedlungen. Die starke Anziehungskraft der jungen Brüdergemeine auch außerhalb Deutschlands führte zu einem Zuzug von Handwerkern aus anderen europäischen Ländern. 1752 ließ sich der schwedische Schlosser Gabriel Hörnberg (1711–1792) in Niesky nieder und erhielt ab 1759 die Konzession zum Eisenhandel.

### Beginn der Farbenherstellung in Niesky – Private Firmengründung
Die Ursprünge der Lackproduktion in Niesky gehen auf das Jahr 1787 zurück. Der zweite Inhaber des Eisenladens in Niesky, Peter Birk (1740–1818), errichtete hier ein „feuerfestes Laboratorium“ und verkochte natürliche Lackrohstoffe zu Produkten, die vor allem zur Beschichtung von Metallerzeugnissen angewandt wurden. Welchen wirtschaftlichen Erfolg Peter Birks Geschäft hatte, ist nicht genau belegt. Eintragungen in einem Kassenbuch, welches die Jahre 1795–1817 abdeckt, sind zum Teil nur sehr allgemein gehalten, wie etwa „Vor Ware“. Somit sind keine detaillierten Aussagen zur ersten Lackfabrikation in Niesky möglich.

### Übergang in das Eigentum der Brüdergemeine
Da Birk keine Nachkommen hatte, fiel nach seinem Tode die Lackfabrikation an die örtliche Brüdergemeine. Wahrscheinlich ist sie mit seinem Tod im Jahr 1818 in die Hände der Brüdergemeine gekommen, welche der kinderlose Verstorbene als Erbin eingesetzt hatte.

### Namensgebung Birk & Co
Aufgrund von Birks Verdiensten um das Geschäft und die Brüdergemeine erhielt das Unternehmen den Namen Birk & Co.
Als erster Verwalter übernahm im Jahre 1803 Johann Gottlieb König (1771–1818), ein gelernter Zinngießer, die Leitung der Firma. Er wirtschaftete als Treuhänder für die Gemeinde. Er erhielt 300 Taler bei freier Wohnung, Holz, Beleuchtung und freier Gartennutzung. Während seiner Amtszeit wuchs das Geschäft beständig, so dass durchschnittlich ein Überschuss von etwa 250 Talern an die Brüdergemeine abgegeben werden konnte. 1810 wurde sein Gehalt auf 400 Taler angehoben und damit mit dem des Gemeineleiters gleichgestellt. Nach 37-jähriger Tätigkeit trat Gottlieb König 1840 in den Ruhestand. Seine Pension betrug 200 Taler jährlich. Zu diesem Zeitpunkt wurde auch das Inventar aufgenommen. Im Verzeichnis befinden sich unter anderem Farben und fünf verschiedene Lacksorten mit geringem Wert.
Sein Sohn, Wilhelm Friedrich König (1812–1862) wurde im Jahre 1840 Nachfolger des Vaters in der Leitung der Firma Birk & Co., welche sich zwar auch unter ihm in den folgenden Jahren positiv weiterentwickelte, gleichwohl Wilhelm Friedrich König auf Grund anhaltender Alkoholprobleme seines Amtes enthoben wurde: Dem Bruder König ist nunmehr seine Absetzung von der Administration angezeigt worden. Zu dieser Zeit wurden Bernsteinlack, Korallenlack, Kopallack und Damarlack gefertigt.
Sein Nachfolger wurde Friedrich Julius Höpner (1830–1892), ein Mann von ernster christlicher Gesinnung, der ein besonderes Augenmerk auf das Wohl seiner Angestellten legte. Da er hier seine Kindheit verbracht und auch seine kaufmännische Lehre im „Gemeinladen“ Riis & Co absolviert hatte, waren ihm die Verhältnisse in Niesky gut bekannt. Er führte in seinem Geschäft 1879 die Sonntagsruhe ein, was zur damaligen Zeit nicht selbstverständlich war: Die Einstellung des Sonntagsverkaufs hat sich mit geringeren Schwierigkeiten als wir voraussetzten, durchführen lassen; wir sind dankbar die Sonntagsruhe zu haben.

### Farbherstellung und Kohlehandel – Zusatzgeschäft ab 1868
Während dieser Zeit wurde ein neuer Geschäftszweig aufgebaut, der Kohlenhandel. Die Lackherstellung trat hinter dem Geschäftszweig des Kohlehandels zurück. „Das Kohlengeschäft, was wir seit Mitte 1868 in die Hand genommen haben, hat sich im letzten Jahr, von Mitte 1870 bis 1871, sehr gebessert“.

### Namensgebung Höpner & Co.
1884 wurde die Firmenbezeichnung in „Höpner & Co.“ umgewandelt. Im Jahre 1892 verstarb Friedrich Julius Höpner.

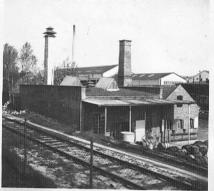
1892 erbaute Siederei

Sein Sohn Theodor Höpner (1859–1925) wurde jetzt zum Leiter der Firma berufen. Es wurden verschiedene Neu- und Umbauten durchgeführt. Die Lackfabrikation wurde wieder intensiviert: „Die Änderung von 16.000 Mark (im Warenbestand) liegt in der Abteilung Farben, die auch für die Folge hoffentlich ein noch größeres Pöstchen aufnehmen werden. [...] Wenn das Fabrikationsgeschäft für die Folge besser gepflegt werden kann, so hoffen wir in Lack und Siccatif auch höhere Ziffern aufweisen zu können.“

### 1893 Umzug auf das heutige Firmengelände
Die Firnissiederei wurde nach einem kleinen Brand auf ein Grundstück vor den Toren des Ortes verlegt und bildete dort den Grundstock für die heutige Lackfabrik.

### Übergang in das Eigentum der Deutschen Brüder-Unität
Im Jahre 1895 ging die ständig wachsende Firma im Zuge einer Neuregelung der Besitzverhältnisse aus dem Besitz der Brüdergemeine Niesky in den der Deutschen Brüder-Unität über. Die Zahl der Angestellten wuchs auf über 100 an, der Umsatz, der zur Zeit von Friedrich Julius Höpner noch rund 200.00 RM betragen hatte, stieg nun auf 1,5 Millionen. 1896 wurde eine neue Eisenniederlage gebaut.
Theodor Höpner widmete sich besonders der Ausbildung seiner Lehrlinge. 1902 entstand eine eigene Lehrlingsschule in der Firma. 1908/09 wurde auf dem Gelände des Grundstückes an der Bahn ein neues Fabrikgebäude errichtet. Die Farbherstellung umfasste Öllacke, Spirituslacke, Polituren, Asphaltlacke, Ölfarben und die seit 1906 hergestellte weiße Emaillelackfarbe Leukosa.
1912 wurde die Lackfabrik verwaltungsgemäß vom Eisengeschäft getrennt.
Der Erste Weltkrieg bedeutete eine Unterbrechung der bis dahin günstigen Geschäftsentwicklung. Theodor Höpner legte 1919 sein Amt nieder. Die Geschäfte wurden nun von Karl Leukefeld (1871–1938) bis zu seinem Tod geführt. 1932 wurde die Firma in eine GmbH umgewandelt. Seit diesem Zeitpunkt verdoppelte sich der Umsatz, neue Absatzgebiete wurden erschlossen und neuzeitliche Herstellungsverfahren ausgearbeitet. So wurden, um überseeische Rohstoffe einzusparen, synthetische und ölfreie Lacke und Lackfarben hergestellt und mit Erfolg eingeführt.

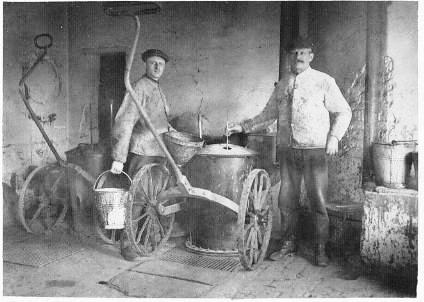
Fasszange und Kopalschmelzkessel ca. 1925

Gegen Ende des Jahres 1938 verstarb Karl Leukefeld, der die Entwicklung der Firma bedeutend vorangetrieben hatte. Die Gebäude der Lackfabrik umfassten damals 1426 m², die Fläche der Grundstücke 14.300 m². Die Mitarbeiterschaft bestand aus 11 Arbeitern, 11 Angestellten und 4 Reisenden. Nach Karl Leukefelds Tod übernahmen sein Sohn Karl-Werner Leukefeld (1901–1958) als technischer Leiter und Henry Weiß (1900–1985) als kaufmännischer Leiter die Leitung der Firma. Produziert wurden zu dieser Zeit Öllacke, und Rostschutzfarben, farblose und bunte Spirituslacke, Polituren, Abbeizmittel; ferner Kunstharzlacke, Nitrozellulose-Lacke und Markierungsfarben. Geografisch umfasst das Absatzgebiet im Wesentlichen Mittel- und Ostdeutschland einschließlich Stettin und Ostpreußen, dazu auch die Ostgebiete, Warthegau und Ost-Oberschlesien.

Während des Zweiten Weltkrieges hatte der Betrieb im Wesentlichen kriegswichtige Aufgaben zu erfüllen. Die Firma Höpner & Co wurde als kriegswichtiger Betrieb eingestuft. Dies bedeutete die Zuteilung gewisser Rohstoffe und einen gewissen Schutz vor Einberufung: 

„Da brach der Weltkrieg aus und setzte einen Strich unter diese aussichtsreiche Entwicklung. Immer mehr Angestellte und Arbeiter wurden zum Heeresdienst eingezogen und nur mit Mühe konnte der Betrieb mit älteren Leuten, Lehrlingen und weiblichen Kräften aufrechterhalten werden. Da die Lackindustrie fast ausschließlich auf ausländische Rohstoffe angewiesen ist, brachte der Krieg auf fabrikatorischem Gebiet eine vollständige Umwälzung. Leinöl und Schellack, wovon ansehnliche Vorräte vorhanden waren, mussten an die Kriegsgesellschaften abgegeben werden, die später Ihren Wucher damit trieben. Schließlich schmolz das Fabrikationsprogramm auf einige höchst fragwürdige Erzeugnisse zusammen.“

 Die Firma Dr. Beck & Co., Berlin, verlagerte 1942 aus der kriegsgefährdeten Hauptstadt einen Teil ihrer Fabrikation von Elektro-, Isolier-, Kabel- und Tränklacken hierher. Henry Weiss wurde 1944 zum Militär einberufen. Er kehrte 1948 aus der politischen Gefangenschaft zurück, wurde aber nicht mehr als Geschäftsführer eingesetzt. Werner Leukefeld führte das Unternehmen bis zu seinem Tode allein weiter.
1945 wurde der Ortskern von Niesky schwer zerstört. Da die Lackfabrik am Stadtrand lag, konnte gleichwohl die weitere Produktion gesichert werden.
Am 30. September 1949 wurde die Firma von einer GmbH in eine offene Handelsgesellschaft, mit der Deutschen Brüder-Unität als alleinigem Inhaber, umgewandelt.
Anfang der fünfziger Jahre trat Georg Nischwitz (1883–1964), dessen Lackfabrik „Silesia“ enteignet worden war, als Buchhalter in die Firma ein. Er übernahm 1958, nach Werner Leukefelds Tod, die Leitung der Firma Höpner & Co. Der Rückgang des Umsatzes und das Fehlen eines qualifizierten Lacktechnikers bedrohten die Existenz der Firma.

### Die Lackfabrik im Sozialismus
Eines der erstaunlichsten Wirtschaftsprivilegien, das die Brüdergemeinde während der DDR-Zeit genoss, war die Weiterführung und der Erhalt ihrer Wirtschaftsbetriebe. Dazu gehörte auch die Lackfabrik Höpner & Co. in Niesky.
1961 übernahm Joachim Schmidt (1931–1998) die Leitung der Lackfabrik. Die technische Ausstattung und die Produktpalette wurde neu organisiert. Es wurden Ölfarben, Nitro-Klarlacke, Bitumenlack, Spezialverdünnung, Latexfarbe, Latex-Kleber, Autolack, Metallic-Lacke, Kopallackfarben, Phenolharze und Spielwarenlacke produziert. Die sozialistische Planwirtschaft und die Zuteilung der Rohstoffe beeinträchtigten von Zeit zu Zeit die Produktion. Ende der achtziger Jahre begann Joachim Schmidt mit der Suche seines Nachfolgers. Dieses konnte erst 1990 mit Christian Weiske gefunden werden.
Für die 1991 durch eine Umwandlungserklärung des Gesellschafters entstandene Höpner Lacke GmbH folgten wirtschaftlich schwere Jahre. 1993 wurden Christiane Fiebrandt für den kaufmännischen Bereich und Christian Weiske für den Produktionsbereich als Geschäftsführer bestellt. Neben der Altlastensanierung und dem Rückbau alter Anlagen und Gebäude wurde im Jahr 2000 eine neue Tankanlage und im Jahr 2007 ein neues Gefahrstofflager errichtet.

## Organisation Stand 2016
Die Höpner Lacke ist heute ein Wirtschaftsbetrieb der Evangelischen Brüder-Unität, Herrnhuter Brüdergemeine in der Rechtsform einer GmbH mit 10 Mitarbeitern.